# Макар Роман Михайлович
Роман Михайлович Макар (2 травня 1930, Береги — 20 січня 2016, Київ) — український гірничий інженер, організатор нафтової та газової промисловостей. Заслужений працівник промисловості України, заслужений будівельник України (1994). Впроваджувач методів видобування парафінистої нафти, методів розроблення родовищ з підтриманням пластового тиску, співрозробник обґрунтування проходження транзитних газопроводів через Україну.
Майже 25 років — генеральний директор Всесоюзного інституту з проєктування об'єктів газової промисловості «Союзгазпроєкт» (1976—1999). Автор понад 50 наукових робіт, близько 10 авторських свідоцтв на винаходи. Співфундатор Української нафтогазової академії.

## Життєпис
Народився 2 травня 1930 року в селі Береги на Львівщині в селянській родині.
У 1954 році закінчив кафедру розробки нафтових і газових родовищ гірничопромислового факультету Львівського політехнічного інституту. Відтоді ж — майстер дільниці з видобування нафти і газу нафтопромислового управління «Бориславнафта».
З 1955 року — інженер, пізніше старший інженер Станіславського газопромислу управління «Нафтохімпром». З 1963 року — завідувач виробничого відділу з видобування нафти і газу.
З 1966 року — заступник директора об'єднання «Укргазпром». Через 10 років обійняв посаду генерального директора Всесоюзного інституту з проєктування об'єктів газової промисловості «Союзгазпроєкт».

Могила Романа Макара, Байкове кладовище

З 1999 року — начальник управління соціальної політики підприємства «Укргазвидобування». У 2007 році вийшов на пенсію. Помер у 85-річному віці 20 січня 2016 року. Був кремований, прах похований у колумбарії Байкового кладовища (ділянка № 1, тераса № 2, 50°24′57.42″ пн. ш. 30°30′16.84″ сх. д. / 50.4159500° пн. ш. 30.5046778° сх. д.).

## Інженерна та організаторська діяльність
У 1950-х — 1960-х роках, в період роботи в Станіславському газопромислі управління «Нафтохімпром», впровадив низку методів видобування парафиністої нафти, зокрема гідравлічний розрив пластів, солянокислотне та теплове оброблення привибійних зон, метод перемінних тисків тощо. Розробив методи розроблення родовищ з підтриманням пластового тиску, першим в СРСР погасив факели супутнього газу на промислах.
У 1960-х — 1970-х роках, обіймаючи посаду заступника директора об'єднання «Укргазпром», вводив нові родовища в розроблення, забезпечував експлуатацію глибоких свердловин, підготував до роботи систему газопроводів «Братство». Співініціатор проходження низки газопроводів, зокрема «Союзу», новими коридорами, співрозробник мережі підземного зберігання газу. У 1972 році брав участь в ліквідації аварійного фонтанування свердловини біля села Хрестище на Харківщині, відомої під кодовою назвою «Факел».
Очолюючи «Союзгазпроєкт», організував відкриття філіалів інституту в різних регіонах СРСР, зокрема Єревані, Сімферополі, Нижньому Новгороді тощо, брав участь у розробці обґрунтування проходження транзитних газопроводів через Україну. Під керівництвом Романа Макара спроєктовано близько 70 магістральних газопроводів (Шебелинка — Острогозьк, Уренгой — Петровськ — Новопсков тощо), 17 підземних сховищ у сольових відкладах, нафтогазові об'єкти в Лівії, Ірані, Іраку, В'єтнамі тощо, близько 50 автомобільних газонаповнювальних компресорних станцій. У 1988 році брав участь у ліквідації наслідків Спітакського землетрусу.
Автор понад 50 наукових робіт, близько 10 авторських свідоцтв на винаходи. Серед учнів Романа Макара, зокрема, голова правління акціонерного товариства «Газтранзит» Михайло Лінчевський. Співфундатор, член президії та перший керівник відділення транспортування нафти і газу Української нафтогазової академії.

## Авторські свідоцтва на винаходи (у співавторстві)
- 1981 — «Теплообменник»
- 1982 — «Устройство для подогрева нефти»
- 1982 — «Газотурбинная установка»
- 1982 — «Теплообменное устройство»
- 1983 — «Фундамент под оборудование»
- 1984 — «Устройство для герметизации скважины»
- 1987 — «Глушитель шума»
- 1992 — «Способ подземного хранения углеводородов и устройство для его осуществления»
- 1998 — «Установка когенерації енергії і води»

## Нагороди
- орден «Знак Пошани»
- орден Трудового Червоного Прапора
- медаль «За трудову доблесть»
- дві золоті медалі ВДНГ
- п'ять срібних медалей ВДНГ
- дві бронзові медалі ВДНГ
- почесна грамота Президії Верховної Ради УРСР
- заслужений працівник промисловості України
- заслужений будівельник Вірменії
- почесний працівник газової промисловості
- почесний професор Івано-Франківського національного університету нафти і газу
- 1994 — заслужений будівельник України
- 2004 — орден «За заслуги» III ступеня[1][4]